# Leblouh
 Denne artikel bør gennemlæses af en person med fagkendskab for at sikre den faglige korrekthed.

Leblouh er et kulturelt fænomen i den afrikanske stat Mauritanien, der består i at opfede piger og unge kvinder med det formål at gøre dem mere attraktive og derved egnede til at finde sig en ægtefælle. Opfedningen begynder normalt, når pigerne er omkring 10 år gamle, men anvendes også på piger ned til 5-års alderen. Der findes eksempler på tvangsmæssig opfedning, bl.a. med fedtberiget mælk. Processen indebærer, at pigernes hormonbalance forstyrres, hvorved pigernes menstruation fremrykkes, således at pigerne kan føde børn i en meget ung alder.

## Udbredelse
Skikken Leblouh er kendt hos Maurerne, (som taler Hassaniyya) og byerne i Mauretanien, Berberne i Tunesien og Tuaregerne i Niger.
For overklassen, maurerne i det nordlige Mauretanien er Leblouh særlig vigtig, fordi bruden herved opnår store "moderigtige" strækmærker på overarmene.[kilde mangler] Disse strækmærker skabes ved at samle nogle tynde, omring 13 år gamle piger i et telt langt ude i ørkenen i 40 dage, så pigerne ikke kan løbe væk eller gemme sig.

## Hurtig-opfednings-gårde
"Gavage" er et fransk ord, som betyder en traditionel tvangsfodring af gæs på gård, og fordi Mauretanien er en tidligere fransk koloni, bruges ordet også om at opfede kvinder på en gård.   
Nogle fattige enker lever af at fodre pigerne op med portions-kugler. Kuglerne bliver skyllet ned med mælk eller flydende smør.[kilde mangler] Med tiden bliver pigerne trænet op til at spise 40 potions-kugler om dagen, hvilket kan føre til en vægtforøgelse på ca. 50 kg.
Skikken har været forbudt i mange år og har derfor været i tilbagegang frem til ca. 2007, hvor den daværende regering gennemførte en større kampagne mod fænomenet, bl.a. ved at påpege de sundhedsmæssige konsekvenser for kvinderne. Men efter den militære magtovertagelse har den været i fremgang.[kilde mangler] Baggrunden for skikken er et et maurisk ordsprog: "En kvinde fylder lige så meget i hendes mands hjerte, som hun fylder i hans seng." Det vil sige at brudens kærlige far betalte for at hun blev opfedet, for at hun skulle blive elsket af sin ægtemand og derved få et lykkeligt ægteskab. Dels var det vigtigt for sviger-forædlerne at vise, at de var gode svigerforældre ved at have en tyk svigerdatter.. 
Leblouh kan medføre normalt en livsfarlig spiseforstyrrelse, overspisning.

## Kemisk 'dregdreg' - Sviger-forældrene og selvfedning.
'Dregdreg' er et ord fra Hassaniyya sproget og betyder: hjertebanken, og henvise den hjertebanken, man får hvis man tager stoffer i håb om at få en vægtforøgelse, undertiden med dødelig udgang på grund af overdosering.

### Lignende skikke
Lignende traditioner findes i mange forskellige former i hele Afrika. Som eksempler kan nævnes: Hamer stammen i Etiopien og Himba stammen i Namibia. Også i Ny Guinea og Tonga, Winward islands i Tahiti og Samoa.[kilde mangler]

## Eksterne links

### Engelske Links
- BBC: Mauritania's 'wife-fattening' farm  26 January 2004 (Brude-opfednings-gård i Mauretanien)
- New York Times: In Mauritania, Seeking to End an Overfed Ideal 4. april 2007
- Al Jazeera English: Africa Uncovered - Mauritania: Fat or Fiction - Part 1 - 11 August 2008
- Al Jazeera English: Africa Uncovered - Mauritania: Fat or Fiction - Part 2 - 11 August 2008
- Foto-reportage af Joost De Raeymaeker, om tvangsfodring i Mauretanien, oprindelige lavet for en artikel skrevet af Abigail Haworth for Marie Claire US. En anden side, med nogle af de samme fotos (Webside ikke længere tilgængelig)
- Forcefeeding in Mauritania Juli 21, 2011

### Franske Links
Mauretanien er en tidligere fransk koloni, derfor er det ofte nemmest at finde kilder på fransk.
- Youtube: Patriarcat (Mauritanie) : femmes gavées aux hormones animales pour une bonne dot au mariage
(Mandssamfund: Kvinder opfedes inden ægteskabet, med hormoner beregnet for husdyr.) 10/12/2012.

### Arabiske Links
- Youtube: Episoden afslører de virkelige årsager bag fedme, hvor det bekræftes, at det er en obligatorisk proces, pigerne gennemgår for at at se ældre ud end deres reelle alder.